# Adrien Tamèze
Adrien Tamèze es un futbolista francés, nacido el 4 de febrero de 1994, en Lille, Francia. Actualmente, juega en Torino F.C. de la Serie A de Italia, en la posición centrocampista.

## Carrera profesional

### AS Nancy Lorraine II
El 15 de enero de 2011, debutó con el AS Nancy Lorraine II (Filial de AS Nancy Lorraine), siendo este su debut profesional en la Championnat National 2. El 25 de agosto de 2012, marcó su primer gol oficial en su carrera en un partido de AS Nancy Lorraine II frente Montceau. El 26 de abril de 2014, alcanzó los 50 partidos con el AS Nancy Lorraine II.

### Valenciennes II
El 1 de julio de 2014, fue traspasado libre al Valenciennes proveniente del AS Nancy. El 14 de febrero de 2015, jugó su primer partido con el filial del Valenciennes, el Valenciennes II. El 24 de julio de 2015, fue ascendido al primer equipo del Valenciennes.

### Valenciennes
El 31 de julio de 2015, debutó con el primer equipo del Valenciennes en un partido de la Ligue 2 frente al Niort. El 28 de agosto, de ese mismo año, marcó su primer gol con el Valenciennes contra el Red Star (de Francia), en un marcador que finalizó 1-5 a favor del Valenciennes. 

### OGC Nice
En el 1 de julio de 2017, el OGC Nice anunció su contratación por 800 mil euros. Debutó en la Ligue 1 , en un partido del OGC Nice contra Saint-Étienne. En el 22 de agosto de 2017, debutó en la UEFA Champions League, disputando las rondas previas. El OGC Nice fue eliminado por un global de 0-4, ante el SSC Napoli, y fue relegado a la UEFA Europa League, competición en la que debutó en un partido frente al equipo belga, Zulte-Waregem, ganando 1-5 a favor del OGC Nice. En aquella competición, el OGC Nice avanzó de fase con 9 puntos detrás de Lazio, sin embargo, el OGC Nice cayó eliminado ante el Lokomotiv de Moscú en dieciseisavos de final. 

### Atalanta B. C.
Para el mercado de transferencias invernal de 2020, Tamèze fue cedido al Atalanta Bergamasca Calcio, club en el que debutó el 8 de febrero.

### OGC Nice
En agosto, finalizó su préstamo con el Atalanta y volvió al  OGC Nice, quien lo vendió por 3,90 millones de euros.

### Hellas Verona
El 3 de septiembre, volvió a la Serie A (Italia) para ser jugador del Hellas Verona Football Club, donde jugó 38 partidos, convirtió 4 goles y 2 asistencias.

## Clubes
| Club                      | País    | Año       |
| ------------------------- | ------- | --------- |
| A. S. Nancy-Lorraine "II" | Francia | 2012-2014 |
| Valenciennes F. C. "II"   | Francia | 2014-2015 |
| Valenciennes F. C.        | Francia | 2015-2017 |
| O. G. C. Niza             | Francia | 2017-2020 |
| Atalanta B. C. (cedido)   | Italia  | 2020      |
| Hellas Verona F. C.       | Italia  | 2020-2023 |
| Torino F. C.              | Italia  | 2023-     |